# مستقيمات الأجنحة
مستقيمة الأجنحة أو رتبة مستقيمات الأجنحة (الاسم العلمي: Orthoptera) هي رتبة من الحشرات تتبع صنف الجناحيات. هي رتبة ذات الانسلاخ غير المكتمل أو الاستحالة غير المكتملة (incomplete metamorphosis)، من ضمنها الجندب والجدجد والويتا (weta)، والجراد. وتنتج العديد من حشرات هذه الرتبة صوتا (يُعرف باسم "الصرير") عن طريق حك أجنحتها أو أرجلها ببعضها البعض، حيث تحتوي الأرجل أو الأجنحة على صفوف من النتوءات المموجة. وتقع طبلة الأذن أو الأذن في مقدمة الظنبوب عند الجدجد، وجندب الشامة والجندب الأمريكي، وعلى الجزء البطني الأول عند الجندب والجراد. وتستخدم هذه الكائنات الاهتزازات لتحديد موقع أفرادها الآخرين. ويقدر الجدجد على طي أجنحته، واضعًا إياها في مجموعة نيوبترا (Neoptera).

## التأثيل
الاسم مشتق من اليونانية ortho بمعنى المستقيم وptera بمعنى المجنح.

## الخصائص
لمستقيمات الأجنحة جسد أسطواني عامةً، بأرجل خلفية ممدودة حتى يساعد على القفز. ولهم أجزاء فك سفلي وأعين مركبة كبيرة، وقد أو قد لا يكون لديها عين بسيطة، اعتمادًا على النوع. ولـقرون الاستشعار العديد من المفاصل، وبأطوال مختلفة. وأول وثالث جزء من المنطقة الوسطى متضخمان، بينما الجزء الثاني أقصر بكثير. ولها زوجان من الأجنحة، والتي تبقي متداخلة مع البطن عند التوقف. وتكون الأجنحة الأمامية، أو (tegmina)، أضيق من الأجنحة الخلفية ومقواة عند القاعدة، وبينما تكون الأجنحة الخلفية غشائية، بعروق مستقيمة وعروق متصالبة عديدة. عند التوقف، تبقى الأجنحة الخلفية مطوية كالمراوح تحت الأجنحة الأمامية. والأجزاء الثلاثة أو الأثنان من البطن متقلصة، ولهم قرن شرجي واحدة التجزئة.

## دورة الحياة
لأنواع Orthopteroid دورة حياة paurometabolous أو الاستحالة غير المكتملة. واستخدام الصوت عادة ما يكون ضروريًا في التودد، ومعظم الأنواع لها أغانٍ مميزة. ومعظم الجداجد تضع بيوضها في الأرض أو على العشب. وتفقس البيوض والحوراء اليافعة تشبه البالغين ولكن تفتقر إلى الأجنحة وفي هذه المرحلة غالبًا ما يطلق عليها نطاطات. وقد يكون لهم أيضًا تلوين مغاير بشدة عن البالغين. وتُطور الحوراء خلال التبديل الناجح أجنحة، حتى مرحلة التبديل الأخيرة إلى بالغ ناضج بأجنحة متطورة كليةً.
ويختلف عدد التبديلات بين الأنواع؛ النمو متغير للغاية وقد يأخذ من بضعة أسابيع إلى عدة أشهر اعتمادًا على توافر الغذاء والأحوال الجوية.

## مستقيمات الأجنحة كغذاء
مستقيمات الأجنحة هي الحشرات الوحيدة التي تعتبر كشروت في اليهودية. تمنع قائمة القوانين الغذائية في سفر اللاويين كل الحشرات الطائرة التي تمشي، ولكن يضع استثناء على الجراد. وتنص التوراة على أن الحشرات الطائرة الوحيدة الكشروت تكون بأربع أرجل ماشية ولها ركب تمتد فوق أرجلها حتى يقفزوا. هذا يشير إلى أن مستقيمات الأجنحة التي لا تقفز مثل جندب الشامة هي ليست كشروت.

## علم الوراثة العرقي
الرتبة المتفرعة من هذه الحيوانات مفهومة بشكل مقبول. وتبدو الرتب الفرعية حاملات الأزاميل وحاملات السيوف أحادية العرق وجداجد جملية هي مجموعة أخت لمجموعة الجندب الأمريكي. ومجموعة جنادب مبرقشة هي أكثر مجموعات الجندب أساسية. ويبدو أن جداجد نملية تشكل فرعًا حيويًا مع حراقات بدلاً من مع جداجد حقيقية. وقد يظهر الاحتياج إلى أعمال إضافية من أجل تأكيد هذا.
ومن بين الفصائل الفرعية الأربع للـجندب الأمريكي، فإن العلاقات هي (متانيات + (تحت فصيلة كونوسيفاليني ‏ + (جنادب غدية + جخدبية)))؛ ومن بين الفصائل الفرعية acridid العلاقات هي (جنادب الفرقة المجنحة + (Acridinae + (Gomphocerinae + (Oxyinae + (Calliptaminae + النطاطات مهمازية العنق ‏))))).

## التصنيف
- رتيبة حاملات السيوف
  - فيلق الجداجد
    - جداجد حقيقية (Gryllidae)
    - Mogoplistidae
    - جداجد نملية - جدجد النمل

  - الفصيلة العليا جداجد هاغلية
    - جداجد محدبة الجناح†
    - Hagloedischiidae†
    - جداجد محدبة الجناح
    - Tuphellidae†

  - الفصيلة العليا Phasmomimoidea†
    - Phasmomimidae†

  - الفصيلة العليا جداجد جملية
    - جداجد جملية — جدجد الجمل، جدجد الكهف، ويتا الكهف

  - الفصيلة العليا جداجد متباعدة الأرجل
    - جداجد متباعدة الأرجل — جدجد الكثبان

  - الفصيلة العليا جداجد أورشاليم
    - جداجد الملك — الويتا، جدجد الملك
    - وحوش كولولا
    - جداجد الورق المدحرجة — الجدجد مدحرج الأوراق
    - جدجدية أورشاليم — جدجد القدس

  - الفصيلة العليا الجندب الأمريكي (Tettigonioidea)
    - Haglotettigoniidae†
    - الجندب الأمريكي (Tettigoniidae) — katydids / جدجد الشجيرات
- الرتبة الفرعية جندب — الجندب، الجراد Teratodus monticollisالجندب المقنع

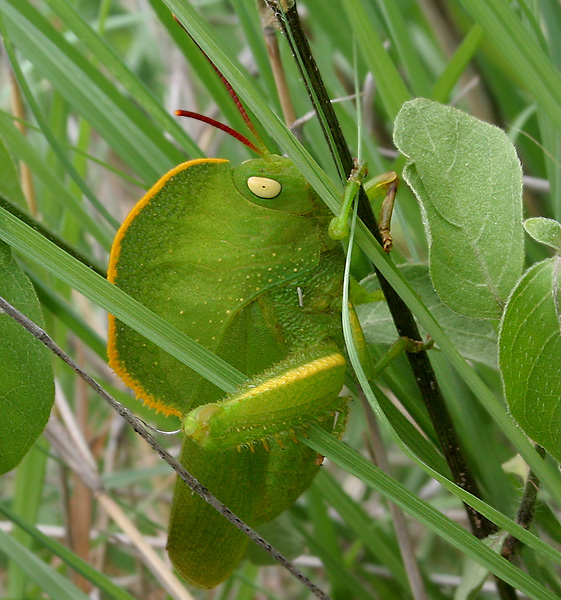
Teratodus monticollisالجندب المقنع

  - الرتبة التحتية Acrididea
    - الفصيلة العليا جراديات
      - جرادية — الجندب، الجراد
      - Charilaidae
      - Dericorythidae
      - Lathiceridae
      - Lentulidae
      - Lithidiidae
      - Ommexechidae
      - جنادب علجومية — جندب العلجوم
      - Pyrgacrididae
      - Romaleidae
      - Tristiridae

    - الفصيلة العليا Eumastacoidea
      - جنادب ورقية
      - Episactidae
      - فصيلة يوماستاسيدي  [لغات أخرى]‏
      - Euschmidtiidae
      - Mastacideidae
      - Morabidae
      - Promastacidae†
      - Proscopiidae
      - ThericleidaeProscopiid من جبال الأنديز التابعة لـبيرو

    - الفصيلة العليا Locustopsoidea†
      - Araripelocustidae†
      - Bouretidae†
      - Eolocustopsidae†
      - Locustavidae†
      - Locustopsidae†

    - الفصيلة العليا Pneumoroidea
      - Pneumoridae — جندب المثانة

    - الفصيلة العليا جنادب مبرقشة
      - جنادب مبرقشة — الجندب المبهرج

    - الفصيلة العليا Tanaoceroidea

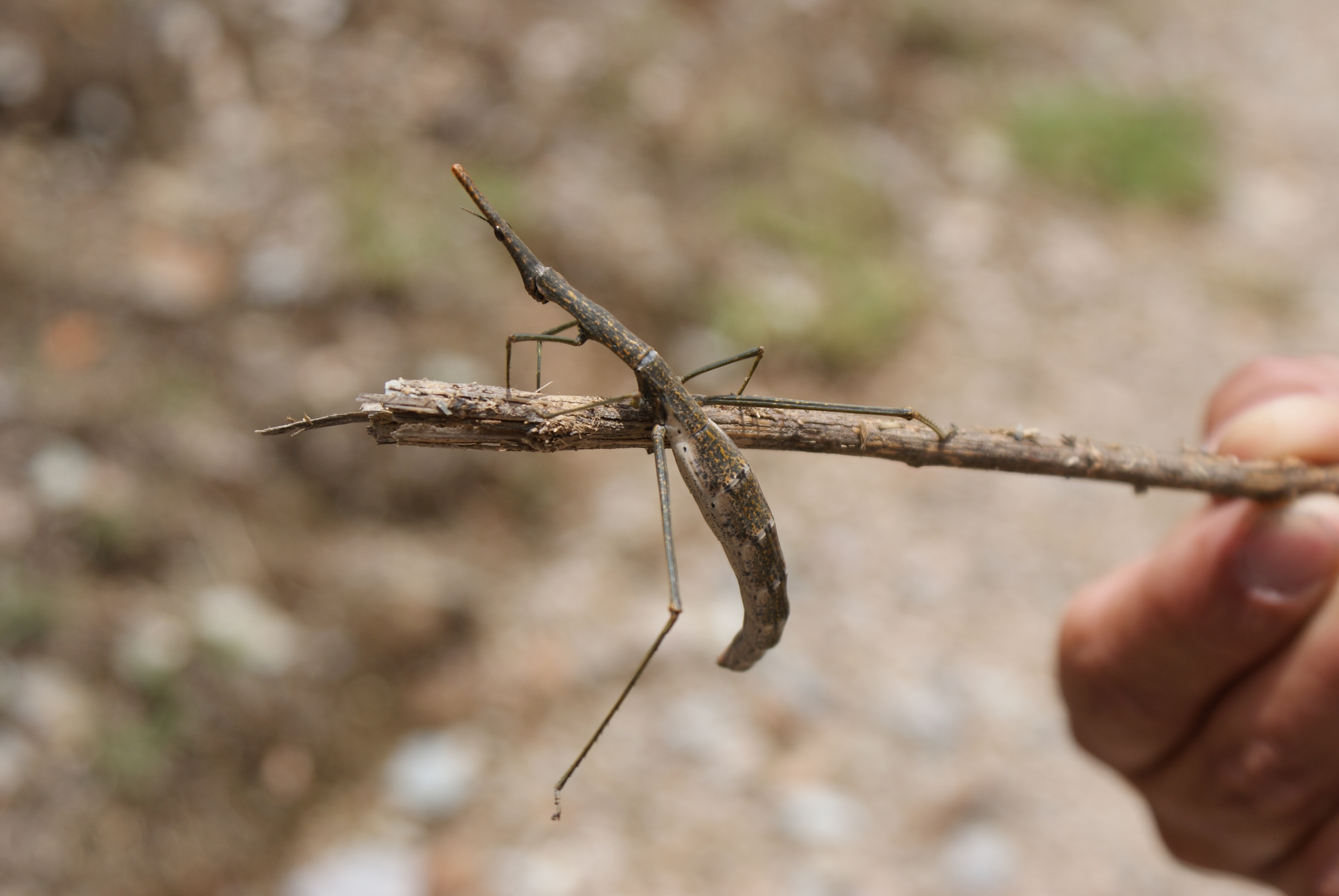
Proscopiid من جبال الأنديز التابعة لـبيرو

      - النطاطات الصحراوية ذات القرون الطويلة  [لغات أخرى]‏

    - الفصيلة العليا تيريجياد
      - تيريجياد — جراد الطيهوج

    - الفصيلة العليا Trigonopterygoidea
      - Trigonopterygidae
      - Xyronotidae

  - الرتبة التحتية Tridactylidea
    - الفصيلة العليا Dzhajloutshelloidea†
      - Dzhajloutshellidae†

    - الفصيلة العليا Regiatoidea†
      - Regiatidae†

    - الفصيلة العليا Tridactyloidea
      - Cylindrachetidae
      - Ripipterygidae
      - فصيلة ترايداكتيليدي  [لغات أخرى]‏ — جدجد الشامة القزم